# Stefánia jeruzsálemi királyné
Stefánia (1195 után – 1220. június), alternatív neve: Rita, franciául: Stéphanie (Rita) d'Arménie, örményül: Ստեփանիա դը Բրիեն-Ռուբինյան, arabul: ستيفاني دي أرمينيا, örmény királyi hercegnő, jeruzsálemi királyné, örmény trónkövetelő. I. (Brienne-i) János jeruzsálemi király második felesége és I. Izabella örmény királynő nővére.

## Élete
I. Leó örmény királynak és első feleségének, Izabella antiochiai úrnőnek a lánya. Apja elvált az anyjától, majd 1207-ben meggyilkoltatta. Anyja halála után apja újranősült, és feleségül vette Lusignan Szibilla jeruzsálemi és ciprusi királyi hercegnőt, aki egy újabb leányt szült, Zabel hercegnőt.
1214. április 23-án vagy április 30-án feleségül ment I. (Brienne-i) János jeruzsálemi királyhoz, aki az első felesége, I. (Montferrati) Mária jeruzsálemi királynő (Lusignan Szibilla örmény királynénak, Stefánia mostohaanyjának a nővére) halála óta a lánya, a kiskorú II. Izabella jeruzsálemi királynő nevében gyakorolta az uralkodói jogokat. Ugyan Stefánia volt az idősebb leány, II. András magyar király szentföldi hadjárata keresztülhúzta örmény királyi ambícióit, hiszen apja, az örmény király, I. Leó megegyezett II. Andrással a kisebbik lányának, Zabel hercegnőnek és II. András kisebbik fiának, András magyar királyi hercegnek az eljegyzéséről, és így I. Leó őket jelölte az örmény trónra. II. András még örményországi látogatása előtt 1218-ban személyesen is találkozott a jeruzsálemi királyi párral. II. András az édesanyja, Châtillon Anna révén közeli rokonságban állt a közel-keleti uralkodócsaládokkal, akik családtagként üdvözölték a magyar királyt. II. András II. Baldvin jeruzsálemi király ükunokája volt.
Stefánia jeruzsálemi királyné féltékenyen figyelte mostohalánya, II. Izabella királynő egyelőre még csak névleges uralmát, és azt szerette volna, ha az 1216-ban született fia, János herceg lépne a helyére, és ezért attól tartottak, hogy a mostohaanyja a kis királynő életére tör. Azonban II. Izabella gyermektelen halála esetén a Jeruzsálemi Királyságban érvényes trónöröklési rend szerint nem Izabella féltestvérét illette volna a korona, hiszen Brienne-i János csak felesége révén lett király, ezért csak az 1. feleségétől született gyerekének volt trónöröklési joga az anyja révén, hanem II. Izabella anyai nagynénjét, Champagne-i Aliz ciprusi királynét. A ciprusi királyné férje, I. Hugó ciprusi király II. Andrással együtt érkezett a Jeruzsálemi Királyságba, ott megbetegedett, és 1218. január 10-én váratlanul elhunyt. II. András is megbetegedett, de felgyógyult. (A következő szöveg korabeli helyesírással íródott, így némileg eltér a mai változattól): „1217 közepén Palesztina felé vonult, szept. 8-án Cyprusba érkezett. A Libanon völgyében megmérgezett italt adtak neki; elővigyázóan előbb megizlelte; ettől megbetegedett.” I. Hugót egyéves fia, I. Henrik követte a trónon Cipruson, aki anyja révén a Jeruzsálemi Királyság trónöröklési listáján a második helyen állt.
Stefánia királyné 1220 júniusában a fiával együtt váratlanul elhunyt, mikor férje, Brienne-i János apósa halála után Örményországba készült felesége és fia jogait érvényesítendő az örmény trónra.

## Gyermeke
- Férjétől, I. (Brienne-i) János (1170/75–1237) jeruzsálemi királytól, 1 fiú:
  - János (1216–1220) jeruzsálemi királyi herceg, örmény trónörökös

### Korabeli forrás
- Neumann, , Karl Friedrich (ford.). Vahram's Chronicle of the Armenian Kingdom in Cilicia, during the time of the Crusades (angol nyelven). London: Oriental Translation Fund (1831). Hozzáférés ideje: 2019. november 18.

### Szakirodalom
- Kurkjian, Vahan M.. A History of Armenia (angol nyelven). New York: Armenian General Benevolent Union (1958). Hozzáférés ideje: 2019. november 18.
- Rudt de Collenberg, Wipertus Hugo: Les Lusignan de Chypre = EΠETHΡΙΣ 10, Nicosia, 1980.
- Rüdt-Collenberg, Wipertus Hugo: The Rupenides, Hethumides and Lusignans: The Structure of the Armeno-Cilician Dynasties, Párizs, Klincksieck, 1963.
- Wertner Mór. András herczeg,  in: Wertner Mór: Az Árpádok családi története (magyar nyelven), Nagy-Becskerek: Pleitz Ferencz Pál Könyvnyomdája, 452–456. o. (1892). Hozzáférés ideje: 2019. november 18.

### Szépirodalom
- Passuth László: Hétszer vágott mező, Szépirodalmi Könyvkiadó, Budapest, 1970.